# Ateuchus candezei
Ateuchus candezei är en skalbaggsart som beskrevs av Edgar von Harold 1868. Ateuchus candezei ingår i släktet Ateuchus och familjen bladhorningar. Inga underarter finns listade.